# Saidi
Saidi (en rus: Сайды) és un poble de la república de Sakhà, a Rússia, que en el cens del 2010 tenia 560 habitants, pertany al districte de Batagai.